# 大村ボートステーション!!
『大村ボートステーション!!』（おおむらボートステーション）は、2017年5月12日から2020年3月27日まで長崎文化放送 (NCC) で放送されていた競艇情報番組である。
『報道ステーション』の直後の時間帯に放送されていた大村競艇場（ボートレース大村）の広報ミニ番組で、2017年4月27日まで長崎放送 (NBC) で放送されていた『週刊 ボートですよ！』と入れ替わる形でスタートした。番組は、リポーターのちんねんが大村競艇場の施設やイベントを紹介したり、レース出場選手にインタビューをする模様を放送していた。
放送時間は毎週金曜 23:10 - 23:15（日本標準時）。長崎文化放送は、この番組以前にもこの時間帯に『KYOTEIナイトステーション』→『BOAT RACEナイトステーション』という同種のミニ番組を放送していたことがある。